# Christian Halbrock

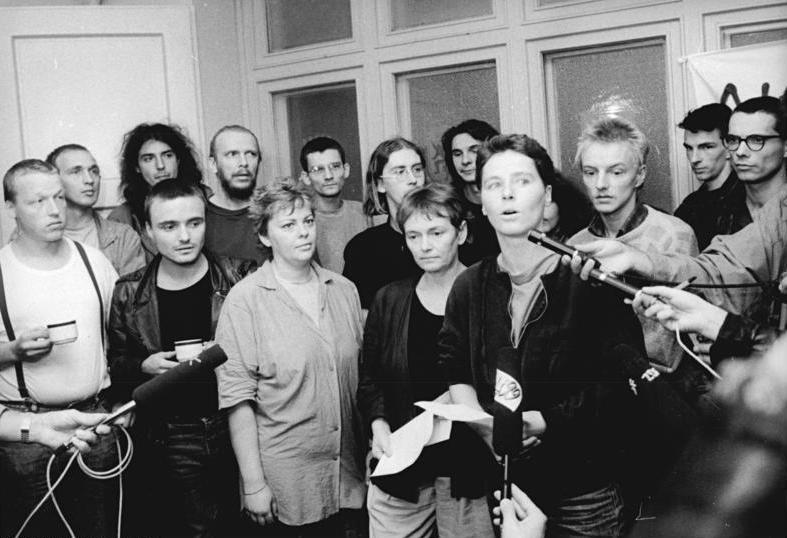
Stasi-Besetzung im September 1990.
Hinten, ganz rechts:
Christian Halbrock
Außerdem: Bärbel Bohley & Ingrid Köppe

Christian Halbrock (geboren 24. Oktober 1963 in Crivitz) ist ein deutscher Historiker und arbeitete als wissenschaftlicher Mitarbeiter im Stasi-Unterlagen-Archiv (vormals beim Bundesbeauftragten für die Unterlagen des Staatssicherheitsdienstes der ehemaligen Deutschen Demokratischen Republik). Er war Bürgerrechtler und Oppositioneller in der DDR.

## Leben

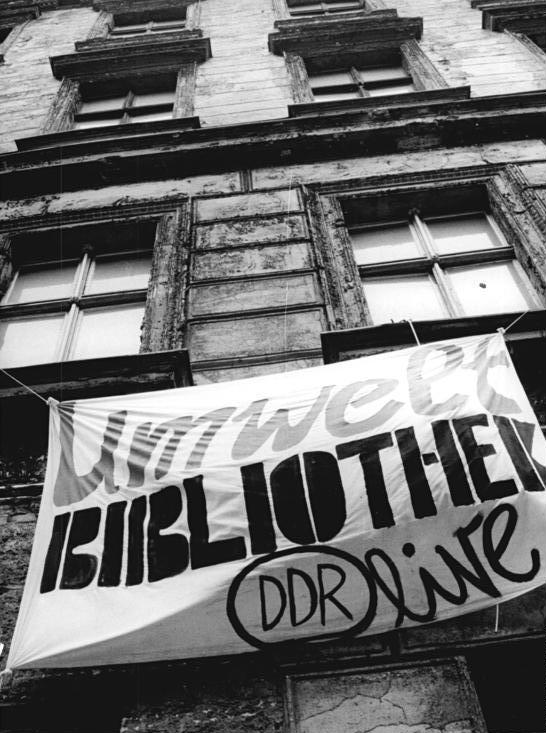
Die Berliner Umweltbibliothek im Januar 1990

Christian Halbrock wuchs in einer mecklenburgischen Pastorenfamilie auf. Ihm wurde der Besuch der Erweiterten Oberschule und damit die Zulassung zum Abitur verweigert. Er machte daher eine Ausbildung beim VEB Schiffselektronik Rostock, wo er wegen des Tragens des Schwerter-zu-Pflugscharen-Aufnähers in Schwierigkeiten geriet. Nachdem er doch noch seine Lehre beenden konnte, bekam er keinen Arbeitsplatz und ging deshalb als Hilfspfleger an die Hoffnungstaler Anstalten in Lobetal bei Berlin. Aktiv in der kirchlichen Jugendarbeit und der Umweltbewegung in der DDR, zog er 1983 an den Prenzlauer Berg und gehörte 1985 mit Wolfgang Rüddenklau und anderen zum Initiativkreis, in dem der Plan zur Gründung der Umwelt-Bibliothek entstand, die dann am 2. September 1986 im Keller des Gemeindehauses der Zionskirchengemeinde im Berliner Stadtbezirk Mitte gegründet wurde. Sie wurde schnell ein bedeutender Treffpunkt der oppositionellen Umwelt-, Friedens- und Dritte-Welt-Bewegung der DDR. Pfingsten 1987 gehörte er zu denen, die Übergriffe der Volkspolizei gegen Jugendliche in Ost-Berlin beim Concert for Berlin dokumentierten.
Nach der friedlichen Revolution in der DDR konnte Halbrock mit einem Stipendium der Hans-Böckler-Stiftung ein Studium der Neueren/Neuesten Geschichte, Mittelalterlichen Geschichte und Europäischen Ethnologie an der Humboldt-Universität zu Berlin beginnen. 2003 wurde er hier mit einer Dissertation über Pfarrer der Evangelischen Kirche Berlin-Brandenburg von 1945 bis 1961 zum Dr. phil. promoviert. Von 1999 bis 2002 war er Promotionsstipendiat der Hans-Böckler-Stiftung.
Von 2007 bis 2021 war er wissenschaftlicher Mitarbeiter des Stasi-Unterlagen-Archivs. Seine Forschungsschwerpunkte sind die DDR-Kirchengeschichte, die Geschichte der unabhängigen Friedens- und Umweltgruppen sowie DDR-Spionage in Schweden. Ein Sonderheft der Zeitschrift Horch und Guck publizierte 2008 seine Studie zur Sprengung der Berliner Versöhnungskirche.
Halbrock untersuchte den Stadtraum rund um die Stasi-Zentrale in Berlin, zu deren Besetzern im Januar 1990 er zählte, sowie „die verschiedenen Formen des Widerspruchs, der Verweigerung, des Aufbegehrens und des Widerstands“ im Ostsee-Bezirk Rostock. Halbrock ist ein ausgewiesener Experte für die Geschichte und Architektur des MfS-Gebietes in Berlin-Lichtenberg.

## Schriften
- Evangelische Pfarrer der Kirche Berlin-Brandenburg 1945–1961: Amtsautonomie im vormundschaftlichen Staat? Berlin: Lukas-Verlag 2004, zugl.: Berlin, Humboldt-Univ., Diss., 2003, ISBN 3-936872-18-X.
- Weggesprengt. Die Versöhnungskirche im Todesstreifen der Berliner Mauer 1961–1985. In: Horch und Guck. Zeitschrift zur kritischen Aufbereitung der SED-Diktatur. 17 (2008) Sonderheft ISSN 1437-6164.
- Stasi-Stadt – die MfS-Zentrale in Berlin-Lichtenberg : ein historischer Rundgang um das ehemalige Hauptquartier des DDR-Staatssicherheitsdienstes. Mit einem Vorwort von Marianne Birthler, Berlin: Links 2009, ISBN 978-3-86153-520-1
- Mielkes Revier: Stadtraum und Alltag rund um die MfS-Zentrale in Berlin-Lichtenberg. Berlin: Lukas-Verlag 2010, ISBN 978-3-86732-073-3.
- „Freiheit heißt, die Angst verlieren“: Verweigerung, Widerstand und Opposition in der DDR: der Ostseebezirk Rostock. Göttingen; Bristol, Conn.: Vandenhoeck & Ruprecht 2014, ISBN 978-3-525-35114-7 (Bundesbeauftragte für die Unterlagen des Staatssicherheitsdienstes der Ehemaligen Deutschen Demokratischen Republik: Analysen und Dokumente; Bd. 40) (Rezension in der Annotierten Bibliografie der Politikwissenschaft).